# Eriba-Adad II
Eriba-Adad II («Adad ha reemplazado»), fue rey de Asiria entre 1056 y 1054 a. C. Sucedió a su padre Ashur-bel-kala, reinando tan sólo dos años, hasta que su trono fue usurpado por su tío Shamshiadad IV.
A pesar de su breve reinado, hay inscripciones fragmentarias, donde afirma que su gobierno se extiende hasta los arameos, y listas de conquistas a lo largo y ancho en intensas campañas militares, imitando las de Tiglatpileser I, por lo que se hace llamar «rey de las cuatro partes>
Fue uno de los restauradores del é.ḫur.sağ.kur.kur.ra, (Casa, Montaña de las tierras) y de la cella del templo del dios Assur, lo que conmemora en una de sus inscripciones. La Lista sincrónica da su nombre, pero la contrapartida babilonia es ilegible; posiblemente se trate de Simbar-Shipak, basándose en la secuencia de reyes. Esta crónica parece ser bastante extravagante en su cronología durante la edad oscura asiria. En cualquier caso, el rey Adad-apla-iddina, su contemporáneo, habría protegido en el exilio a Shamshi-Adad IV, tío de Eriba-Adad, que preparaba un golpe de Estado contra su sobrino.
Su gobierno terminó, cuando Šamši-Adad «vino de Karduniash, y echó a Erība-Adad del trono».”
Se le atribuye una estela monumental en Assur (n.º 27) en la Stelenreihe (fila de estelas), donde figura, lacónicamente, como «Erība-adad, rey del universo».